# Ptiliogonatidae
Los capulineros (Ptiliogonatidae) son una familia de aves paseriformes que viven fundamentalmente en América Central, aunque el área de distribución de una de las especies, Phainopepla nitens, se extiende hasta el sudeste de Estados Unidos.
Está relacionada con la familia Bombycillidae, y como ella tiene plumaje suave y sedoso, usualmente de colores gris o amarillo pálido. Todas las especies, con la excepción de Phainoptila melanoxantha, tienen pequeñas crestas.
Comen frutas o insectos, y en particular Phainopepla nitens es dependiente de Phoradendron californicum.
Son aves de tipos variados de bosques (en el caso de Phainopepla nitens de semidesierto con árboles), y hacen nido en los árboles.
Los miembros de esta familia fueron agrupados antes junto con Hypocolius y Bombycillidae, en esta última familia, donde son agrupados también en la lista de control de Sibley-Monroe.

## Especies
- Phainoptila melanoxantha, capulinero negro y amarillo.
- Ptiliogonys cinereus, capulinero gris.
- Ptiliogonys caudatus, capulinero de cola larga.
- Phainopepla nitens, capulinero negro.

- Datos: Q935513
- Multimedia: Ptilogonatidae / Q935513
- Especies: Ptiliogonatidae